# Sonora (Texas)
Sonora is een plaats (city) in de Amerikaanse staat Texas, en valt bestuurlijk gezien onder Sutton County.

## Demografie
Bij de volkstelling in 2000 werd het aantal inwoners vastgesteld op 2924.
In 2006 is het aantal inwoners door het United States Census Bureau geschat op 3058, een stijging van 134 (4,6%).

## Geografie
Volgens het United States Census Bureau beslaat de plaats een oppervlakte van
5,1 km², geheel bestaande uit land. Sonora ligt op ongeveer 649 m boven zeeniveau.

## Plaatsen in de nabije omgeving
De onderstaande figuur toont nabijgelegen plaatsen in een straal van 72 km rond Sonora.